# Torre del Reloj (Sighișoara)
La Torre del Reloj de Sighișoara (en rumano: Turnul cu Ceas din Sighișoara) es un destacado edificio histórico situado en la pequeña ciudad de Sighișoara (Transilvania, Rumania). La torre es también conocida como Torre del Consejo, porque funcionó como tal entre los siglos XIV y XVI.
La Torre del Reloj mide 64 metros altura, de los cuales 39,5 metros lo forma el tejado que está rematado en forma de aguja, además tiene cuatro torrecillas a los lados. Es la más importante de las nueve torres de defensa de la fortaleza de Sighisoara que se han conservado hasta la fecha (de un total de 14). La torre está situada en el sureste de la ciudad y es visible desde cualquier lugar del centro de Sighișoara.
El edificio fue construido en el siglo XIV para proteger la puerta principal de la ciudad. Destruida por un incendio, fue reconstruida en 1677 en estilo barroco con el pináculo de la torre inspirado en la torre del castillo de la Catedral de San Vito en Praga. Es a partir de 1648 cuando se coloca el reloj proveniente de Suiza en la cumbre de la torre (con figurillas de madera que simbolizan los días de la semana). En la punta de la torre se encuentra en una pequeña esfera de oro un gallo meteorológico, que predice el tiempo. 
En la Edad Media la torre fue defendida por soldados regulares. Actualmente la torre acoge el Museo de Historia, además, cerca de la misma se encuentra la casa en donde nació Vlad III el Empalador convertida en un restaurante y con el busto de este personaje histórico. En la actualidad la Torre del Reloj es el símbolo de Sighișoara y se encuentra en el centro histórico de la ciudad, declarado Patrimonio de la Humanidad en 1999 por la Unesco.